# Ideologia política
Ideologia política é um determinado conjunto ético de ideais, princípios, doutrinas, mitos ou símbolos de um determinado movimento social, instituição, classe social ou grande grupo que explicam como a sociedade deve ser estruturada e propõem determinados projectos políticos e culturais de uma determinada ordem social.
A ideologia política centra-se, em grande medida, em questões de distribuição do poder político e na questão de saber para que fim deve ser utilizado. Alguns partidos seguem muito claramente uma determinada ideologia, enquanto outros podem ter uma vasta gama de pontos de vista provenientes de diferentes grupos de ideologias, mas não seguem nenhuma em particular. A popularidade de uma ideologia depende, em parte, das autoridades morais.
As ideologias políticas têm duas dimensões:
Objectivos: Como a sociedade deve ser organizada.
Métodos: A opção mais adequada para atingir este objetivo.
A ideologia é um conjunto de ideias. Normalmente, cada ideologia consiste em determinadas ideias sobre qual a melhor forma de governo (por exemplo, democracia, autocracia, etc.) e qual o melhor sistema económico (por exemplo, capitalismo, socialismo, etc.). Por vezes, a mesma palavra é utilizada para identificar tanto uma ideologia como uma das suas ideias centrais. Por exemplo, "socialismo" pode referir-se a um sistema económico ou à ideologia que apoia esse sistema económico. As ideologias também se identificam pela sua posição no espetro político (como esquerda, centro ou direita), embora muitas vezes esta divisão seja contraditória. Por último, as ideologias devem ser distinguidas das estratégias políticas (por exemplo, o populismo) e das posições individuais sobre as quais se pode construir um partido (por exemplo, a oposição à integração europeia ou a legalização da marijuana). Expressa as opiniões do povo e da elite política.

## Lista de ideologias políticas
- O anarquismo (do grego - "impotência", "sem começo", de - "sem-" e - "começo; superintendência; autoridade") é um nome geral para uma série de sistemas de pontos de vista baseados na liberdade humana e que negam a necessidade de gestão coerciva e o poder do homem sobre o homem. Os anarquistas defendem o autogoverno, ou seja, um sistema de assembleias independentes de cidadãos que governam de forma autónoma as suas vidas e o seu trabalho no local de trabalho, nos seus bairros, etc. Uma sociedade anarquista é uma confederação voluntária de tais assembleias.
  - Anarco-comunismo (comunismo anarquista, também libertário ou comunismo livre) (do grego - literalmente "sem superiores", latim. commnis - "comum") - uma das direcções do anarquismo e do comunismo, cujo objetivo é estabelecer a anarquia (ou seja, uma sociedade sem poder - no sentido da ausência de hierarquia e coerção, "uma camada de parasitas", segundo os anarco-comunistas makhnovistas), onde a autogestão das pessoas e as suas uniões e a assistência mútua entre elas são maximizadas.
  - Anarco-sindicalismo (do grego Dr. - impotência; - defensor, comum; Fr. syndicat - sindicato, união) - uma tendência do anarquismo, criada por Pierre-Joseph Prudon e Mikhail Alexandrovich Bakunin. O anarco-sindicalismo baseia-se na ideia de que apenas as organizações revolucionárias de trabalhadores, baseadas nos princípios da ajuda mútua e do auto-governo coletivo, devem e podem contribuir para a construção de uma sociedade nova e verdadeiramente justa.
  - O anarco-feminismo (anarco-feminismo, feminismo anarquista) é uma síntese do anarquismo e do feminismo. As feministas anarquistas opõem-se a todos os governos, a qualquer tipo de hierarquias e líderes. O anarco-feminismo vê o patriarcado como uma manifestação fundamental do sistema governamental existente e o principal problema da sociedade. As anarco-feministas acreditam que a luta contra o patriarcado é uma componente essencial da luta de classes e da luta dos anarquistas contra o Estado e o capitalismo. De acordo com as anarco-feministas, a ação direta baseada no potencial revolucionário das mulheres é necessária para criar um sistema alternativo no qual as mulheres possam controlar as suas próprias vidas.
  - O Mutuelismo (do francês mutuellisme, de mutuel - "mútuo, conjunto") é uma corrente anarquista da teoria económica e da filosofia social e política, que remonta à primeira metade do século XIX, sobretudo às obras de Pierre-Joseph Prudon. Em termos puramente económicos, o Mutuelismo significa parcerias sem burocracia, lógica económica capitalista e lucro. Além disso, enquanto hipótese financeira e económica, o Mutuelismo significa que, perante a mesma carga fiscal, cada participante estaria disposto a suportar uma carga tal que todos os outros beneficiariam.
  - O anarquismo cristão está unido pela rejeição da justificação do poder do homem sobre o homem, da exploração, da violência, e pelo desejo de superar estes fenómenos entre as pessoas. Os anarquistas cristãos acreditam que a liberdade recebeu a sua justificação espiritual nos ensinamentos de Jesus Cristo. Os anarquistas cristãos podem pertencer a diferentes denominações cristãs (católica, ortodoxa, protestante) ou a nenhuma.
  - O anarco-primitivismo (acrónimo anprim) é uma crítica anarquista às origens e conquistas da civilização. Os primitivistas argumentam que a transição da caça e da recolha para a agricultura deu origem à estratificação social, à coerção e à alienação. São defensores do abandono da civilização através da desindustrialização, da abolição da divisão do trabalho e da especialização, e do abandono da tecnologia de grande escala.
  - Akratia (grego - prefixo negação + , - poder) é um termo introduzido pelo sociólogo alemão Franz Oppenheimer na sua obra "Teoria da Democracia" e que significa a abolição da sociedade política de classes. Uma vez que a dominação nunca foi outra coisa senão "uma forma legal de exploração económica", akratia baseia-se no "ideal de uma sociedade livre de toda a exploração económica". A abolição da sociedade de classes política pressupõe a sua superação económica. Oppenheimer acreditava que "o lugar do 'Estado' no futuro, deve ser ocupado por uma 'Sociedade' livre guiada pelo auto-governo"
  - O anarquismo individualista é um ramo do anarquismo que enfatiza o indivíduo e a sua vontade em detrimento de determinantes externos como os grupos, a sociedade, as tradições e os sistemas ideológicos. Embora seja geralmente contrastado com o anarquismo social, tanto o anarquismo individualista como o social têm-se influenciado mutuamente. Alguns anarco-capitalistas argumentam que o anarco-capitalismo faz parte da tradição anarquista individualista, enquanto outros discordam e argumentam que o anarquismo individualista é apenas parte do movimento socialista e parte da tradição socialista libertária.
  - O anarquismo queer é uma ideologia política baseada no anarquismo que defende a "revolução social", a abolição das hierarquias e a luta contra a discriminação com base no sexo e no género, incluindo a LGBT. O anarquismo queer teve origem na segunda metade do século XX entre anarquistas envolvidos no movimento de libertação gay, que viam no anarquismo um caminho para a harmonia entre heterossexuais e pessoas LGBT.
- O monarquismo é um movimento sócio-político que tem por objetivo estabelecer, preservar ou restaurar a monarquia. Existem organizações monárquicas em muitos países do mundo. A maior associação de monárquicos do mundo é a Conferência Monárquica Internacional.
- O comunismo (do latim commnis "comum") é um sistema teórico social e económico baseado na propriedade pública dos meios de produção, que assegura a igualdade social. Além disso, o "comunismo" é frequentemente referido como uma ideologia de extrema-esquerda, que proclama o seu objetivo de construir uma sociedade comunista. Neste contexto, são combinadas várias escolas e correntes, que incluem o marxismo, o anarquismo social (anarco-comunismo), bem como ideologias políticas próximas destas.
  - O marxismo clássico refere-se às teorias económicas, filosóficas e sociológicas desenvolvidas por Karl Marx e Friedrich Engels, em oposição aos desenvolvimentos posteriores do marxismo, especialmente o leninismo e o marxismo-leninismo.
  - O comunismo cristão é um movimento político, um tipo de comunismo religioso baseado na religião cristã; uma teoria política e teológica, segundo a qual os fundamentos do comunismo foram apresentados por Jesus Cristo, pregando a sua doutrina como a estrutura de um mundo ideal. Apesar de ninguém indicar uma única data de formação do chamado comunismo cristão, muitos seguidores deste movimento estão convencidos de que as suas raízes foram lançadas no tempo dos primeiros cristãos e descritas nos Actos dos Santos Apóstolos. Segundo os comunistas cristãos, os apóstolos foram pregadores não só do cristianismo, mas também do comunismo cristão.
  - Juche é uma ideologia nacional-comunista norte-coreana desenvolvida por Kim Il Sung (líder do país de 1948 a 1994) como contrapeso ao "marxismo importado". Os historiadores acreditam que a principal razão para desenvolver o Juche foi o desejo de Kim Il Sung de sublinhar a independência da RPDC da influência do estalinismo e do maoísmo, bem como de fornecer uma justificação ideológica para o seu poder pessoal e o dos seus sucessores. A Constituição da RPDC consagra o papel preponderante do Juche na política do Estado, definindo-o como "uma visão do mundo centrada no indivíduo e nas ideias revolucionárias que visam a realização da autonomia das massas populares".
  - Eurocomunismo (por vezes comunismo ocidental, liberal ou democrático) - a política e a base teórica das actividades de vários partidos comunistas da Europa Ocidental, formados na segunda metade do século XX, que se caracterizavam pela crítica à liderança do Partido Comunista da União Soviética no movimento comunista mundial e pela ênfase na luta parlamentar. Os representantes do eurocomunismo também criticavam o conceito de ditadura do proletariado e a falta de direitos e liberdades civis e políticos nos países que adoptaram o modelo soviético de socialismo. Simultaneamente, o eurocomunismo declarou fidelidade ao marxismo, mas não ao marxismo-leninismo, e não se identificou formalmente com o socialismo democrático ou com a social-democracia, embora tenha abandonado uma série de posições ideológicas menores do marxismo.
- Socialismo (do latim socialis - "social") - filosofia e ideologia política, social e económica que visa a realização da justiça social, cuja concretização pressupõe, entre outras coisas, a propriedade pública dos meios de produção.
  - Ecossocialismo (socialismo ecológico) - conceito segundo o qual uma sociedade socialmente justa (ver socialismo) só pode ser construída através da rejeição dos modelos de desenvolvimento económico que são prejudiciais para a natureza.
  - O socialismo islâmico é um termo introduzido por vários académicos e políticos muçulmanos. Os socialistas muçulmanos acreditam que os ensinamentos do Alcorão e do Profeta Maomé são compatíveis com os princípios da justiça social, da liberdade e da igualdade social.
  - O socialismo budista é uma tendência do pensamento social que procura dar ao budismo uma coloração socialista, ou vice-versa, dar ao socialismo uma coloração budista, ou seja, combinar budismo e socialismo. Os defensores destes pontos de vista vêem um terreno comum no budismo e no socialismo, na medida em que ambos procuram acabar com o sofrimento, descobrindo as suas verdadeiras causas e eliminando-as na prática. Os budistas promovem uma mudança na consciência espiritual e os socialistas promovem uma mudança na consciência política do indivíduo, a fim de superar o egoísmo e a alienação entre as pessoas.
  - O socialismo védico (das palavras "Vedas" e "socialismo") é uma doutrina social e política do hinduísmo moderno e da política hindu, avançada por alguns representantes do Hindutva e dos movimentos reformistas do hinduísmo.
  - O sionismo socialista (sionismo operário) é uma tendência ideológica de esquerda entre os sionistas que acreditam que a economia do Estado judeu deve ser construída com base nos princípios do socialismo. Dominou desde o momento do seu aparecimento até ao final da década de 1970. Os "precursores e fundadores" do sionismo, Moses Hess e Theodor Herzl, podem ser condicionalmente atribuídos a esta corrente.
  - Socialismo de mercado - Uma forma de socialismo; um sistema económico, ou uma teoria sobre o mesmo, que combina tanto a planificação estatal (ver economia planificada) como o capitalismo de Estado ou o capitalismo monopolista de Estado: um mercado competitivo para o funcionamento da economia.
- O nacional-bolchevismo foi uma doutrina política desenvolvida pelo revolucionário conservador Ernst Nikisch. Os bolcheviques nacionais, tal como os marxistas, defendiam uma revolução social que deveria libertar a classe trabalhadora alemã da exploração e elevar a raça acima das outras, mas também acreditavam que a revolução social só poderia ser realizada em conjunto com a revolução nacional. O nacional-bolchevismo era uma variante da chamada "terceira via", uma ideologia que enfatiza a sua oposição tanto ao comunismo como ao capitalismo.
- Conservadorismo (do latim conservo - eu preservo) - adesão ideológica aos valores e ordens tradicionais, doutrinas sociais e religiosas. A preservação das tradições da sociedade, das suas instituições, da ética, da moral e da moralidade do curso económico é tida como o principal objetivo.
  - Fascismo (italiano. fascismo ← fascio "feixe, feixe; associação, aliança; fascio di combattimento "aliança de luta") - ideologia e movimento sociopolítico de extrema-direita no quadro de um ultranacionalismo militarista revolucionário, transclassista, antiliberal e anticonservador, autoritário ou totalitário, bem como a forma de governo correspondente a esta ideologia e movimento, regime ditatorial com uma regulamentação rigorosa da sociedade e da economia.
  - O ecofascismo é o princípio ambientalista radical de que a vida deve ser protegida através de um regime totalitário. Apesar do carácter pejorativo do termo, alguns grupos têm-no usado abertamente.
  - O nacional-socialismo (em alemão: Nationalsozialismus), mais conhecido por nazismo, é uma ideologia e um movimento totalitário alemão, extremista, de extrema-direita, racista e antissemita, de 1919 a 1945; uma forma de fascismo; uma forma extrema de nacionalismo étnico político no seio da Völkische. Combina a ideia da "raça ariana", a sua superioridade biológica e cultural em relação às outras raças, consideradas "inferiores", o antissemitismo racial (a "raça semita" - os judeus - é considerada o antípoda e o principal inimigo da raça "ariana"), a ideia conspirativa de que os "judeus do mundo" são o principal inimigo da nação alemã, a eslavofobia, a ideia de um socialismo "ariano" (nacional alemão), o anticomunismo, o antiliberalismo e a antidemocracia.
  - O nacionalismo é uma ideologia e uma orientação política, cujo princípio subjacente é a tese do valor da nação como a forma mais elevada de unidade social, a sua primazia no processo de formação do Estado. Enquanto movimento político, o nacionalismo procura criar um Estado que abranja o território de residência de apenas uma determinada nação e defenda os seus interesses
- Comunitarismo ideológico - originalmente baseado numa das interpretações modernas do comunitarismo filosófico, uma ideologia centrista radical do final do século XX, que combina conservadorismo moral e políticas económicas liberais de esquerda, lutando por uma sociedade civil forte baseada nas comunidades locais e nas organizações sociais não governamentais e não nos indivíduos.
- O ambientalismo (também conhecido como ativismo ecológico, ecoactivismo, ambientalismo, ecologismo, ambientalismo ou invironmentalismo) é um movimento social ecológico que visa reforçar as medidas de proteção do ambiente e da natureza contra o impacto negativo da atividade humana, para evitar a destruição do habitat.
- O liberalismo (do latim liberalis "livre") é um movimento filosófico e sócio-político que proclama a inviolabilidade dos direitos e liberdades do homem. O liberalismo proclama os direitos e a liberdade de cada pessoa como o valor supremo e estabelece-os como a base da ordem social e económica. O liberalismo é uma luta pela libertação do espírito humano das restrições impostas pela religião, pela tradição, pelo Estado, etc., e por reformas sociais que visem a liberdade do indivíduo e da sociedade.
  - O liberalismo islâmico (Euro-Islão) (árabe: ٱلْإِسْلَامُ ٱلْأُورُوبِّيُّ al-'islā̄mu l-'ӯrӯbbiyyu) é o Islão liberal ou o Islão imbuído da cultura europeia. Na Rússia e nos países da CEI, o termo "liberalismo islâmico" é identificado com o termo "Islão esclarecido". Os muçulmanos liberais separam a componente ritual da fé (fazer namaz, usar o hijab, etc.) da moral e da mística, e não atribuem grande importância à primeira. Pensa-se que os rudimentos do Islão liberal surgiram na Turquia, na era de Kemal Ataturk, com base no sufismo, no liberalismo religioso, no panteísmo europeu e até no materialismo.
  - O social-liberalismo (liberalismo social) é um tipo de liberalismo que (ao contrário do liberalismo clássico) defende a regulação da economia e a intervenção do Estado nos processos económicos. Os liberais de esquerda (liberais de esquerda) situam-se geralmente à direita da social-democracia no espetro político.
  - O nacional-liberalismo é um tipo de liberalismo de direita que adere a posições nacionalistas em matéria de migração, cidadania, relações internacionais e comércio. Os princípios básicos do nacional-liberalismo foram formados no século XIX, quando os liberais conservadores substituíram os monárquicos na vida política europeia. O nacional-liberalismo pode ser considerado como uma espécie de nacionalismo cívico e de democracia nacional, em que, regra geral, o liberalismo de direita é combinado com um nacionalismo moderado e anti-conservador.
- O georgismo (também geoísmo) é uma doutrina económica e filosófica fundada por Henry George, que se baseia na ideia de que cada um é dono daquilo que cria, mas que todos os bens naturais, especialmente a terra, pertencem igualmente a toda a humanidade. A filosofia do georgismo está geralmente associada à ideia de substituir todos os impostos por um único imposto sobre o uso da terra.
- O minarquismo (do latim minimus - o mais pequeno + grego ἄρχη - início, poder) é um modelo de Estado, cujos poderes são reduzidos ao mínimo necessário, limitados à proteção da liberdade e da propriedade de cada cidadão ou pessoa que se encontre no território do Estado contra agressores externos e internos. O minarquismo, juntamente com o anarco-capitalismo, é um dos dois ramos da filosofia política libertária. Também é por vezes referido como "O Estado é o guarda-noturno".
- O yumiakiyamismo é uma ideologia baseada nos princípios do racismo, do envelhecimento e da aversão à condenação do genocídio de outros povos, ao escárnio da morte e da tragédia e ao apoio às forças negativas da sociedade. Esta ideologia deriva da crença de que certas "raças" ou "grupos etários" são mais privilegiados e têm o direito de dominar os outros, e que algumas acções que a sociedade considera negativas são, na verdade, valiosas ou divertidas.
- O strasserismo (em alemão: Strasserismus ou Straßerismus) é uma direção do nazismo que defende o anticapitalismo, o antiglobalismo, o socialismo específico "alemão", o nacionalismo pan-europeu e o renascimento europeu e nacional. A ideologia toma o nome do apelido de Gregor e Otto, os dois irmãos que criaram esta direção.
- O teshismo, uma ideologia baseada na justiça das pessoas e na máxima eficiência, com o objetivo de alcançar os parâmetros mais elevados em várias esferas da vida, é um conceito que enfatiza a justiça e a eficiência nas relações socioeconómicas, políticas e outras, um conceito que implica um Estado mundial unificado. Esta ideologia propõe a utilização de tecnologias avançadas em todas as esferas da vida, incluindo a vida política, a fim de melhorar a qualidade de vida dos cidadãos e da sociedade em geral. O principal objetivo desta ideologia é conduzir a civilização pelo caminho mais eficaz de desenvolvimento, que, presumivelmente, será alcançado pela Inteligência Artificial, criando condições para o desenvolvimento das pessoas e da sociedade como um todo, onde cada cidadão possa atingir os seus objectivos e potencialidades. A ideia visa garantir a igualdade de oportunidades, a justiça e a máxima eficiência em todas as esferas da vida. A ideologia implica a expansão infinita da sociedade através da expansão contínua (terraformação de planetas ou libertação de territórios). A ideologia implica também o controlo de muitas esferas da sociedade apenas para manter os direitos e as liberdades de cada cidadão e a ordem absoluta na sociedade. Apesar do carácter antidemocrático deste regime, o regime garante a máxima justiça social, a ordem na sociedade e coloca a moralidade e o progresso tecnológico na vanguarda da vida de cada cidadão.
- Teocracia (do grego θεός "Deus" + κράτος "autoridade") - autoridade secular e espiritual numa só pessoa.
- Democracia cristã (democratas-cristãos) - movimento político autónomo da Igreja que defende a resolução de problemas sociais e económicos respeitando os princípios cristãos.
- Noocracia (Dr.-Grego νοῦς "razão" + κράτος "poder") - um tipo de estrutura política ou sistema social da sociedade, que é "baseado na prioridade da razão humana" na formação da noosfera da Terra, de acordo com as ideias do académico Vladimir Vernadsky e do filósofo francês Pierre Teilhard de Chardin.
- O bernsteinianismo é uma corrente da social-democracia, cujo fundador foi E. Bernstein, que proclamou uma revisão ("revisão", daí o termo pejorativo revisionismo) dos princípios básicos do marxismo. A sua inconsistência com as novas condições foi apontada como uma razão. O bernsteinianismo é um tipo de reformismo, progressismo e socialismo evolucionário, orientado para a rejeição da revolução social e da luta pelos direitos dos trabalhadores utilizando as instituições democráticas do Estado.
- O sindicalismo é um tipo de sistema económico, uma forma de socialismo, um substituto hipotético do capitalismo. De acordo com este conceito, os trabalhadores, as indústrias e as organizações devem ser sistematizados em confederações ou sindicatos. De acordo com os seus adeptos, é um sistema de organização económica em que a indústria é propriedade dos trabalhadores e operada por eles.
- O Gandhismo é uma doutrina sócio-política e religioso-filosófica desenvolvida por Mahatma Gandhi, que se tornou a ideologia do movimento de libertação nacional indiano. O gandhismo tornou-se a ideologia oficial do INC após o tiroteio de um comício ordenado pelas autoridades britânicas em 13 de abril de 1919. A ideia central do Gandhismo é o ideal de ahimsa, que se manifesta na não-mutilação dos seres vivos e na não-violência absoluta.
- O tolstovismo é um movimento social religioso e ético que surgiu na Rússia no final do século XIX e início do século XX. Surgiu na década de 1880 sob a influência dos ensinamentos religiosos e filosóficos de Leão Tolstoi. Os fundamentos do tolstoísmo foram lançados por Tolstoi nas suas obras "Confissão", "Qual é a minha fé?", "Sobre a vida", "Doutrina cristã" e outras. Seguidores - Tolstovitas.
- Hoxhaismo (Alb. Hoxhaizmi) - teoria e prática política albanesa, formada na segunda metade dos anos 60 - início dos anos 70 do século XX como um desenvolvimento por Enver Hoxha das ideias do estalinismo (e, em parte, do maoísmo), e implementada na República Socialista Popular da Albânia até 1990. Na URSS e nos países do Bloco de Leste, foi perseguido pelos partidos comunistas no poder e pelas agências de segurança do Estado (embora, ao contrário do maoísmo, sem críticas abertas e públicas), mas ganhou uma certa popularidade na RFA e no Terceiro Mundo, onde operavam (e ainda operam em alguns países) muitas organizações de orientação hoxhaísta.
- O maoísmo (em chinês 毛泽东思想, pinyin Máo Zédōng Sīxiǎng) é uma teoria e prática política baseada no sistema de atitudes ideológicas de Mao Zedong. Foi adoptada como a ideologia oficial do PCC e da RPC até à sua morte em 1976; juntamente com a "teoria de Deng Xiaoping" e a "ideia das três representações" de Jiang Zemin, continua a constituir a base da ideologia do Partido Comunista da China. Na China moderna, o conceito de "nova democracia", que justifica a existência de uma economia mista - "socialismo com características chinesas" - é o mais utilizado do legado ideológico de Mao Zedong.
- A Jamahiriya (em árabe جماهيرية - "estado das massas") é uma forma de organização social (que alguns especialistas consideram estatal), distinta da monarquia e da república, estabelecida na Teoria do Terceiro Mundo de Muammar Kadhafi, na primeira parte do Livro Verde.
- O trotskismo é a doutrina política de L. D. Trotsky, desenvolvida no âmbito do marxismo. As principais inovações são a teoria da revolução permanente, a teoria do Estado operário deformado, a teoria do bonapartismo proletário, o programa de transição dos partidos comunistas, descritos nas obras de L. D. Trotsky e de outros líderes da Oposição de Esquerda nos anos 1920-1930 e por representantes da Oposição de Esquerda Internacional e da Quarta Internacional.
- Uma kakistocracia é uma sociedade dirigida por idiotas. Os membros menos qualificados da sociedade são seleccionados e colocados no comando.
- Plutocracia - domínio político dos ricos, em que o poder do Estado serve os interesses da classe alta rica da classe dominante, com total privação de direitos dos trabalhadores.
- O libertarianismo (libertarianismo; do latim libertas - "liberdade") é um conjunto de filosofias e movimentos políticos que apoiam a liberdade como princípio básico. Os representantes do libertarianismo procuram maximizar a liberdade política e a autonomia, enfatizando a liberdade de escolha, a associação voluntária e o julgamento individual. Partilham o ceticismo em relação à autoridade do Estado, mas diferem na extensão da sua oposição aos sistemas económicos e políticos existentes. Diferentes escolas de pensamento libertário oferecem diferentes pontos de vista sobre as funções legítimas da autoridade pública e privada, apelando frequentemente à restrição ou dissolução de instituições sociais coercivas.
- Islamismo (em árabe الإسلام السياسي - Islão político) - ideologia religiosa e política e actividades práticas destinadas a criar condições para que quaisquer contradições no seio da sociedade e do Estado onde existe uma população muçulmana, bem como as relações interestatais com a sua participação, sejam resolvidas com base nas normas da Sharia.
  - O pan-islamismo (do grego pan - "todos" e do árabe إسلام - "Islão") é uma ideologia religiosa e política que se baseia nas seguintes ideias: a unidade espiritual dos muçulmanos de todo o mundo, independentemente da sua filiação social, nacional ou estatal; e a necessidade da sua unificação política sob a autoridade do chefe espiritual supremo (califa).
- Titoísmo (Serbohorv. Titoizam / Titoizam, Sérvio. Titoizam / Titoizam, Sérvio, Negro e Maced. Titoizam, bósnio e croata Titoizam, esloveno Titoizem. Titoizem) é uma ideologia comunista que recebeu o nome do líder jugoslavo Josip Broz Tito. O termo refere-se a uma ideologia específica que surgiu na FPRY em resultado do desacordo entre Tito e Estaline. A divisão foi expressa na rejeição da Resolução Informburo pelo Partido Comunista da Jugoslávia em 1948. O termo foi inicialmente utilizado de forma negativa pelos opositores políticos de Tito, principalmente pelos comunistas pró-estalinistas. Atualmente, nas antigas repúblicas jugoslavas, o titoísmo é visto como uma forma de totalitarismo.
- O agorismo (do grego ἀγορά - "Mercado, mercado") é uma filosofia política fundada por Samuel Edward Conkin III e desenvolvida com a participação de J. Neil Shulman. O agorismo tem como objetivo último a realização de uma sociedade de mercado livre, na qual todas as relações entre as pessoas se baseiam na troca voluntária. O termo vem da palavra grega "ágora", que designava a praça de reunião e o mercado nas antigas cidades-estado gregas. Ideologicamente, esta filosofia representa um tipo revolucionário de anarquismo de mercado. J. Shulman integrou a ideia de "contra-economia" e a filosofia libertária de S. Konkin, que defende uma relação de mercado negro que boicota o pagamento de impostos ao Estado. Os agoristas defendem que esta relação não só ajudará a proteger a propriedade privada e a liberdade do Estado, como também conduzirá a uma iniciativa privada suficientemente forte para destruir o Estado.
- O voluntarismo é a posição política segundo a qual todas as formas de associação humana devem ser tão voluntárias quanto possível. Consequentemente, o voluntarismo opõe-se ao início de qualquer violência agressiva ou coerção, o que é inerente ao princípio da não-agressão. O termo "iniciação", neste contexto, é utilizado para indicar que os voluntaristas não se opõem à auto-defesa. O voluntarismo é uma forma de anarquismo de mercado.
- Critarquia, kritocracia (Dr.-Grego κριτής [kritēs] "juiz" + ἀρχή [arkhē] ou κράτος [kratos] "poder") é um sistema social baseado na autoridade dos tribunais (Hebraico שופטים [shoftim]).
- O antinatalismo (do grego ἀντί "contra", do latim nātālis "nascimento") é uma série de posições filosóficas e éticas que avaliam negativamente o surgimento de novas vidas e consideram a reprodução antiética em determinados grupos de casos (incluindo o grupo de "todos os casos"). O conceito de antinatalismo enquanto conjunto de posições filosóficas e éticas deve ser distinguido do conceito de antinatalismo em demografia (em que a mesma palavra designa soluções práticas para os problemas de sobrepopulação) e da política de controlo da natalidade. O antinatalismo também deve ser distinguido da escolha pessoal de não ter filhos (especialmente em algumas iniciativas ambientais).
- Eurasianismo - originalmente um movimento ideológico e ideológico, depois também um movimento social e político que surgiu entre a emigração russa nas décadas de 1920-1930, para o qual o central é o conceito historiosófico e cultural da Rússia-Eurásia como uma civilização distinta, combinando elementos do Oriente e do Ocidente, um mundo geográfico e histórico independente, localizado entre a Europa e a Ásia, mas diferente de ambos em aspectos geopolíticos e culturais.
- Fusionismo - Na política americana, o fusionismo é a combinação filosófica e política ou "fusão" do conservadorismo tradicionalista e social com o direito-libertário político e económico. Esta filosofia está mais estreitamente associada a Frank Meyer.
- O internacionalismo como doutrina difere do internacionalismo na medida em que as proibições de biologização da sua cultura e de comparação negativa com outros grupos étnicos são levantadas relativamente ao grupo étnico que é alvo de práticas internacionalistas. As práticas internacionalistas incluem actividades destinadas a desfavorecer um determinado grupo étnico, colocando-o numa posição humilhada e subordinada em relação a outros grupos étnicos e sociais.